# Guillermo Muñoz
Pour les articles homonymes, voir Muñoz.
Guillermo Muñoz Ramírez (né le 20 octobre 1961 à Monterrey au Mexique) est un joueur de football international mexicain, qui évoluait au poste de défenseur.

## Biographie

### Carrière en sélection
Avec l'équipe du Mexique, il joue 20 matchs (pour aucun but inscrit) entre 1987 et 1993. 
Il figure dans le groupe des sélectionnés lors de la Gold Cup de 1991. Il participe également à la Copa América de 1993, où son équipe atteint la finale.
Il joue enfin quatre matchs comptant pour les tours préliminaires de la coupe du monde 1994.

## Palmarès
| Monterrey - Championnat du Mexique (1) : - Champion : 1986. - Coupe du Mexique (1) : - Vainqueur : 1991-92. - Coupe des vainqueurs de coupe (1) : - Vainqueur : 1993. |  | Mexique - Copa América : - Finaliste : 1993. |